# Campeonato Africano de Atletismo de 2024 - Salto em distância feminino
A prova do salto em distância feminino do Campeonato Africano de Atletismo de 2024 foi disputada no dia 23 de junho, no Estádio de Japoma, em Duala, nos Camarões.

## Recordes
Antes desta competição, os recordes mundiais e do campeonato nesta prova eram os seguintes:
|                       | Nome               | Nacionalidade   | Distância | Local           | Data                |
| --------------------- | ------------------ | --------------- | --------- | --------------- | ------------------- |
| Recorde mundial       | Galina Chistyakova | União Soviética | 7m 52cm   | São Petersburgo | 11 de junho de 1988 |
| Recorde do campeonato | Blessing Okagbare  | Nigéria         | 6m 96cm   | Porto Novo      | 29 de junho de 2012 |
| Recorde africano      | Ese Brume          | Nigéria         | 7m 17cm   | Chula Vista     | 29 de maio de 2021  |

## Medalhistas
| Ouro            | Prata              | Bronze               |
| Ese Brume (NGR) | Marthe Koala (BUR) | Danielle Nolte (RSA) |

## Cronograma
Todos os horários são locais (UTC+1).
| Data        | Hora  | Evento |
| ----------- | ----- | ------ |
| 23 de junho | 16:10 | Final  |

## Resultado final
A final ocorreu dia 23 de junho às 16:10.
| Posição           | Atleta                   | Nacionalidade   | #1   | #2   | #3   | #4    | #5   | #6   | Resultado | Notas |
| ----------------- | ------------------------ | --------------- | ---- | ---- | ---- | ----- | ---- | ---- | --------- | ----- |
| Medalha de ouro   | Ese Brume                | Nigéria         | 6.49 | 6.28 | 6.62 | 6.51w | 6.47 | 6.73 | 6.73      |       |
| Medalha de prata  | Marthe Koala             | Burquina Fasso  | 6.48 | x    | 6.39 | 6.61  | 6.72 | 6.53 | 6.72      |       |
| Medalha de bronze | Danielle Nolte           | África do Sul   | 6.15 | 6.17 | x    | 6.30  | 6.44 | 6.40 | 6.44      |       |
| 4                 | Prestina Ochonogor       | Nigéria         | 6.01 | 6.19 | 6.10 | 6.28  | 5.91 | 5.98 | 6.28      |       |
| 5                 | Esraa Owis               | Egito           | x    | 6.14 | 6.28 | 6.15  | x    | x    | 6.28      |       |
| 6                 | Tshegofatso Bojosi       | Botswana        | 6.14 | 5.90 | 6.07 | 6.05  | 6.07 | 5.98 | 6.14      |       |
| 7                 | Aniella Delafosse        | Costa do Marfim | 6.06 | x    | x    | x     | x    | x    | 6.06      |       |
| 8                 | Yousra Lajdoud           | Marrocos        | x    | 5.94 | 5.90 | 5.67  | 5.98 | 5.65 | 5.98      |       |
| 9                 | Fayza Issaka Abdou Kerim | Togo            | 5.89 | 5.51 | 5.85 |       |      |      | 5.89      |       |
| 10                | Michelle Fokam           | Camarões        | 5.87 | 5.83 | 5.81 |       |      |      | 5.87      |       |
| 11                | Aster Tolosa             | Etiópia         | 5.19 | 5.14 | 5.10 |       |      |      | 5.19      |       |
| 12                | Kevine Linda Kouoche     | Camarões        | x    | 3.20 | x    |       |      |      | 3.20      |       |
| 98                | Nemata Nikiema           | Burquina Fasso  | x    | x    | x    |       |      |      | NM        |       |
| 99                | Zeddy Chesire Chongwo    | Quênia          |      |      |      |       |      |      | DNS       |       |

Legenda
| Recorde mundial       | Recorde mundial (World record)               |                       | Recorde africano                      | Recorde africano (African) |                                           | Q | Classificado por posição (Qualified) |
| Recorde do campeonato | Recorde do campeonato (Championship record)  | Recorde da América    | Recorde da América (Americas)         | q                          | Classificado por melhor tempo (Qualified) |   |                                      |
| Melhor marca do ano   | Melhor marca do ano (World leading)          | Recorde asiático      | Recorde asiático (Asian)              | DNS                        | Não largou (Did not start)                |   |                                      |
| Recorde nacional      | Recorde nacional (National record)           | Recorde europeu       | Recorde europeu (European)            | DNF                        | Não terminou (Did not finish)             |   |                                      |
| Recorde pessoal       | Recorde pessoal do atleta (Personal best)    | Recorde da Oceania    | Recorde da Oceania (Oceania)          | DSQ / DQ                   | Desclassificado (Disqualified)            |   |                                      |
| Recorde da temporada  | Recorde da temporada do atleta (Season best) | Recorde sul-americano | Recorde sul-americano (South America) | NM                         | Sem marca (No mark)                       |   |                                      |